# Ligne d'émission

La ligne rouge représente la trajectoire d'une particule se déplaçant dans un écoulement, la ligne bleue représente une ligne d'émission et les flèches grises la vitesse en tout point du fluide. Les lignes en tirets représentent les Lignes de courant dans le fluide qui sont tangentes aux flèches en tout point (version en haute résolution).

Une ligne d'émission est une courbe de l'espace décrivant la position à un instant donné de l'ensemble des particules d'un fluide qui sont passées antérieurement  en un même point donné.

## Procédé de visualisation
Un procédé que l'on peut employer pour visualiser une ligne d'émission consiste à injecter du colorant en un point P du milieu à partir d'un instant t0.
En supposant le colorant comme traceur parfait, on peut alors visualiser la ligne d'émission qui est le lieu occupé par les particules matérielles qui ont été colorées (passant par le point P) entre le temps t0 et l'instant d'observation t .
Dans un écoulement permanent de fluide, trajectoire, ligne de courant et ligne d’émission d'une particule sont confondues.